# 克盧尼科韋
47°53′25″N 39°19′24″E / 47.89028°N 39.32333°E
克盧尼科韋（烏克蘭語：Клуникове）是位於烏克蘭東部的村莊，由盧甘斯克州羅韋尼基區的羅韋尼基市鎮負責管轄。該村始建於1957年，面積0.89平方公里，海拔高度179米，2001年人口143，人口密度每平方公里160.3人。